# Ширпы
Ширпы — деревня в Пермском районе Пермского края. Входит в состав Хохловского сельского поселения.

## Географическое положение
Деревня расположена в правобережной части Пермского района, недалеко от берега Камского водохранилища (около 600 м), примерно в 11 км к северо-западу от административного центра поселения, деревни Скобелевка.

## Население
| 2010 |
| ---- |
| 4    |

## Топографические карты
- Лист карты O-40-65 Пермь. Масштаб: 1 : 100 000. Издание 1979 г.